# Соледад
Соледад је француско-италијанско-југословенски филм први пут приказан 11. јануара 1967. године. Режирао га је Jacqueline Audry а сценарио је написао Радош Новаковић.

## Радња
Радња се догађа у неименованој јужноамеричкој држави којом влада диктаторски режим.
Протагонисткиња је припадница покрета отпора коју ухапсе, а чију слободу по сваку цену настоји исходити њена сестра.
Филм је адаптација позоришног комада Соледад.

## Улоге
| Глумац                | Улога               |
| --------------------- | ------------------- |
| Еммануелле Рива       | Соледад             |
|                       | Алфонсо             |
| Беба Лончар           | Тита                |
|                       | Пацо                |
|                       | Себастиан           |
| Предраг Ћерамилац     |                     |
| Лука Делић            |                     |
| Слободан Димитријевић |                     |
| Милош Кандић          |                     |
| Јозо Лепетић          |                     |
| Драгољуб Марковић     |                     |
| Предраг Милинковић    |                     |
| Душан Вујисић         | (као Душан Вујисић) |
| Гизела Вуковић        |                     |